# Tajane Community
Tajane Community är en gemenskap i Lesotho.   Den ligger i distriktet Mafeteng, i den västra delen av landet, 40 km söder om huvudstaden Maseru.